# Єжи Лещинський

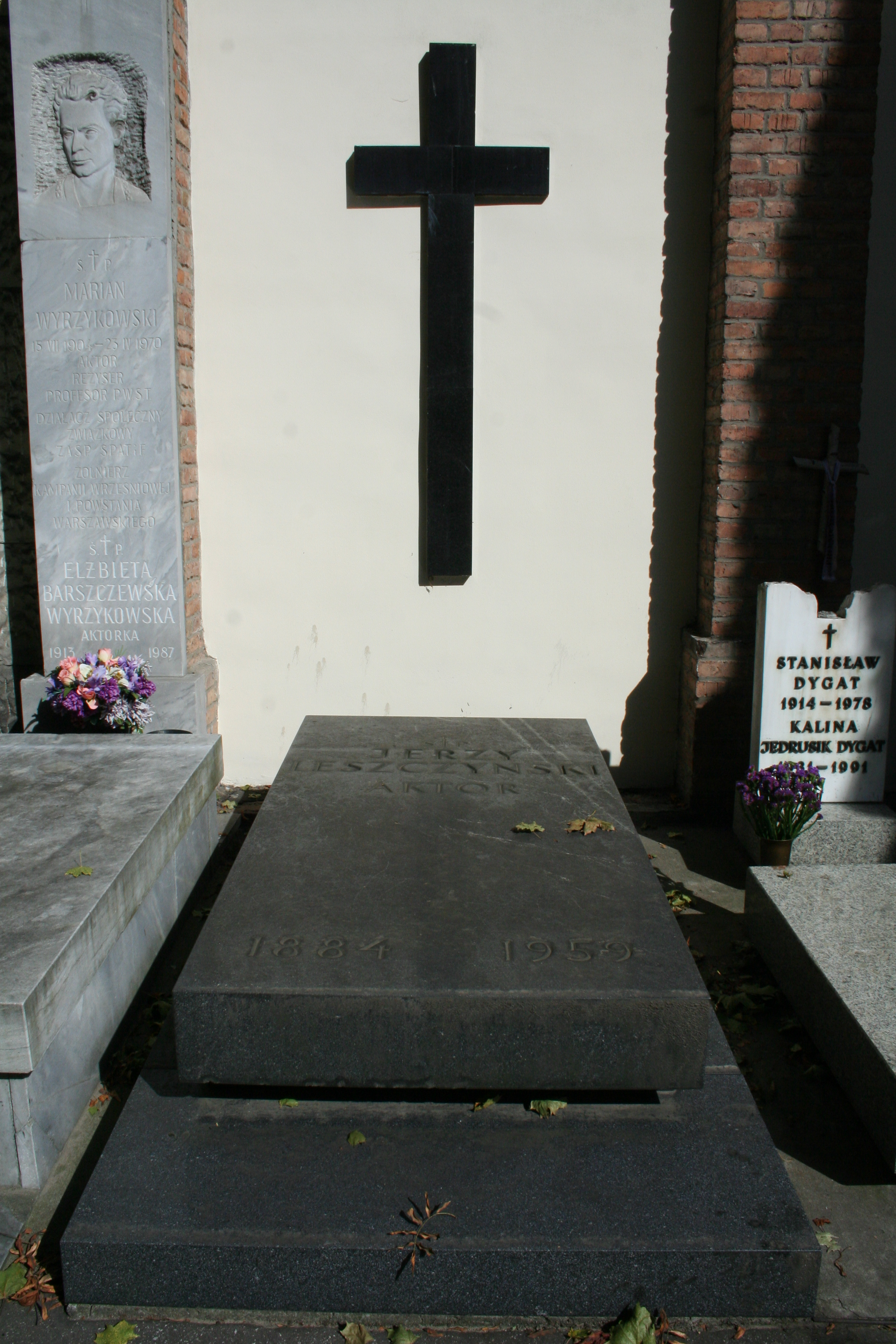
Поховання Є. Лещинського на Повонзківському цвинтарі у Варшаві

Є́жи Лещи́нський (пол. Jerzy Leszczyński; 6 лютого 1884, Варшава, Королівство Польське, Російська імперія — 9 липня 1959, Варшава) — польський театральний та кіноактор.

## Біографія
Єжи Лещинський народився 6 лютого 1884 року у Варшаві в акторській родині Болеслава та Гонорати Лещинських. Відвідував драматичні класи Варшавського музичного товариства, але не закінчив. Як актор дебютував 1902 року у варшавському театрі «Bagatelle». У 1910 році виступав на сцені Польського театру у Варшаві.
У 1910-х роках Єжи Лещинський дебютував у кіно роллю відважного Антека з двох фільмів, поставлених режисером Антоні Фертнером. У період німого кіно грав переважно ролі другого плану. За час своєї кінокар'єри актор знявся у 21-му фільмі.
У 1914—1916 роках Лещинський з перервами виступав у Театрі імені Юліуша Словацького у Кракові. З 1916 року грав у театрах Варшави: Польському (з перервами до 1931 року), Літньому театрі (1916-1917, 1926), «Розмаїтості» (1917-1918), Театрі комедії (1924), Театрі Народовому (1925-1926, 1931-1934). З 1934 року виступав на сценах Товариства поширення театральної культури (пол. Towarzystwo Krzewienia Kultury Teatralnej; TKKT).
Під час другої світової війни Лещинський зіграв одну роль в театрі Варшави, проте вирішив не співпрацювати з цією сценою. Працював офіціантом у кав «Café Bodo» та «U aktorek». Після придушення Варшавського повстання актор знову мешкав у Кракові, де з березня 1945 року й до 1949 року виступав у театрі імені Словацького. У 1949-—1959 роках був актором Польського театру у Варшаві.
Єжи Лещинський є автором спогадів «Щоденник актора» (1958).
Помер Єжи Лещинський 9 липня 1959 року у Варшаві, був похований на Алеї заслужених Повонзківського цвинтаря Варшави.

## Фільмографія (вибіркова)

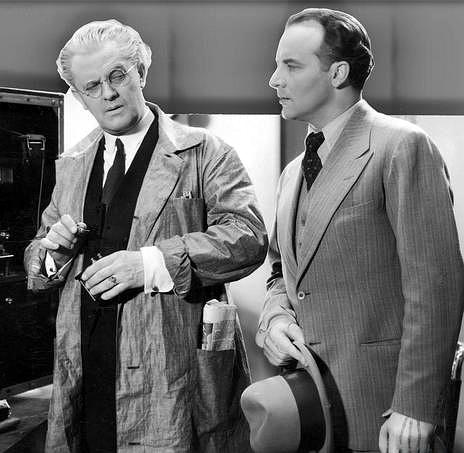
Є. Лещинський (л) та Іґо Сим у фільмі Шпигун у масці (1933)

| Рік  | Фільм                      | Оригінальна назва              | Роль                                 |
| ---- | -------------------------- | ------------------------------ | ------------------------------------ |
| 1911 | Антек Клавіш, герой Вісли  | Antek Klawisz, bohater Powisla | Антек Клавіш                         |
| 1913 | Антек комбінатор           | Antek kombinator               | Антек Клавіш                         |
| 1913 | Галка                      | Halka (1913)                   | Януш                                 |
| 1914 | Фатальна година            | Fatalna godzina                | Светліч                              |
| 1918 | Мелодії душі               | Melodie duszy                  | граф Орнандо                         |
| 1918 | Царська фаворитка          | Carska faworyta                | міністр Воронков                     |
| 1921 | Диво над Віслою            | Cud nad Wisla                  |                                      |
| 1927 | Могила невідомого солдата  | Mogila nieznanego zolnierza    | капітан Міхал Лазовський             |
| 1928 | Пан Тадеуш                 | Pan Tadeusz                    | король Станіслав Август Понятовський |
| 1933 | Історія гріха              | Dzieje grzechu                 | гінеколог                            |
| 1933 | Шпигун у масці             | Szpieg w masce                 | професор Скальский                   |
| 1934 | Донька генерала Панкратова | Córka generala Pankratowa      | граф Бобров                          |
| 1936 | Вірна річка                | Wierna rzeka                   | лікар                                |
| 1936 | Барбара Радзивілловна      | Barbara Radziwillówna          | Рафал Лещинський                     |
| 1937 | Дипломатична дружина       | Dyplomatyczna zona             | дипломат                             |
| 1937 | Галка                      | Halka                          | стольник                             |
| 1939 | Дружина і не дружина       | Zona i nie zona                |                                      |
| 1948 | Гранична вулиця            | Ulica Graniczna'               | доктор Йозеф Бялек                   |